# Centre LGBT Paris-Île-de-France
 (janvier 2016).
Le Centre LGBT Paris-Île-de-France, association loi de 1901, est un lieu d’accueil, d'information et d’écoute au service de la population lesbienne, gay, bisexuelle et trans (LGBT) situé à Paris en France.

## Historique

### Lutte contre le sida et ses conséquences
D'abord appelé Maison des homosexualités (1989), puis Centre gai et lesbien CGL de Paris (1993), le Centre a été créé par des militants homosexuels face aux crises provoquées par la pandémie VIH/sida au tournant des années 1980-1990. Association mixte, il se préoccupe aussi de la place des homosexuels et des lesbiennes dans la société - notamment autour des problématiques liées à l'homophobie.

### Ouverture
En 1994, installé au 3 rue Keller dans le onzième arrondissement de Paris, il a intégré la composante « trans » (transsexualité, transgenre) et bisexuelle depuis l'AG d'avril 2002. Des lignes d'appel, un accueil physique, un bar associatif, une bibliothèque thématique offrent au public des repères au-delà de la lutte contre le sida qui reste malgré tout structurante dans l'action - et les financements. En 2002, le changement de nom en Centre LGBT Paris-Île-de-France marque de facto l'intégration de toutes les problématiques LGBT et l'implantation en Île-de-France - bien que l'appellation CGL Paris persiste.

### Développement et difficultés financières
Dans les années 1998 à 2001, le CGL Paris développe ses activités de soutien, et de communication, grâce aux  subventions reçues des associations et organismes luttant contre le sida (AFLS, Ensemble contre le sida, etc.). N'ayant pu renouveler ses sources de financement, le Centre est contraint à une restructuration qui passe par le licenciement de la majorité de ses salariés.[Quand ?] Le licenciement du directeur du Centre donne lieu à un procès devant les prud'hommes que le Centre perd sur la forme utilisée (non-respect des règles de licenciement) mais pas sur le fond (l'ancien directeur attaquait le Centre pour discrimination envers un hétérosexuel). Etant entendu qu'en cas d'annulation sur la forme, le tribunal ne regarde pas le moyen invoqué au fond. Avec le départ de la dernière assistante sociale, il ne restait plus qu'un seul employé secrétaire administratif.
De nouveaux locaux sont livrés mi-février 2008 et inaugurés le 26 mars 2008.

## Financement
Les organismes et les associations suivants font partie des « financeurs » passés et présents du Centre LGBT Paris-Île-de-France. Ceux-ci sont intervenus dans le cadre de la lutte contre le sida et les infections sexuellement transmissibles mais aussi dans le cadre des projets de lutte contre les discriminations et les exclusions.
Financement :
- Act Up-Paris
- Association française de lutte contre le sida (AFLS),
- Directions départementale et régionale des Affaires sanitaires et sociales (désormais Groupement régional pour la santé publique d'Île-de-France),
- Direction régionale des Affaires culturelle d'Île-de-France, DRAC-IDF,
- Ensemble contre le sida (ECS) devenu Sidaction,
- Fondation de France,
- Sœurs de la Perpétuelle Indulgence - Couvent de Paris
- Ville de Paris.

À ce jour, les subventions allouées par la Mairie de Paris au Centre LGBT sont de 112 000 €, selon un plan sur trois ans. La Mairie a aussi permis au Centre LGBT de s'installer dans des nouveaux locaux de 250 m2, mis à neuf par une société d'économie mixte de la Ville de Paris, pour un loyer d'environ 5 800 € par mois hors charges[pertinence contestée].

## Publications
- De mai 1994 à octobre 1999, 52 numéros du magazine militant 3 Keller, mensuel du centre gay & lesbien[4] sont publiés. En 1995 il est tiré à 12 000 exemplaires[réf. souhaitée].
- d'octobre 1999 à septembre 2001 : agenda sous forme de A4[pertinence contestée].
- À partir de septembre 2001 publication mensuelle de la lettre d'information du centre Genres[pertinence contestée].

## Missions
Le Centre LGBT Paris-ÎDF a pour but :
- d'assurer les services de maison des associations LGBT pour l'Île-de-France et Paris ;
- d'offrir des services aux publics qui le visitent, en répondant aux attentes sur des sujets LGBT ;
- de militer pour l’égalité des droits personnels et sociaux des gais, lesbiennes, bisexuel(le)s et trans et lutter contre l'homophobie.

Le Centre est siège social de nombreuses associations très majoritairement LGBT. D'autres associations ont fait le choix d'en être membres au titre de personnes morales. Domiciliées ou non en ses locaux, certaines y organisent de manière régulière dans le mois des permanences d'accueil ou de discussion.
L'association est un relais de prévention médicale contre les MST-IST, grâce à un financement public, notamment du GRSP ou de Sidaction. Les aspects de prévention abordés concernent aussi les problématiques de dépendance (alcool, tabac, drogues), d'hygiène de vie, mais aussi de problématiques d'accès aux soins.[réf. souhaitée]

## Organisation interne
Une équipe d'environ 70 bénévoles permet de faire fonctionner l'association. Celle-ci, régie par la loi de 1901, est dotée d'un conseil d'administration élu par une assemblée générale, et d'un bureau issu de ce conseil. Plusieurs personnes morales figurent au conseil d'administration : Fédération sportive gaie et lesbienne, l’Ardhis, l'Association nationale transgenre, Flag !, MAG jeunes gais, lesbiennes, bi et trans, SOS homophobie, Cineffable, Bi'Cause.

### Liste des présidences
- 2005-2012 : Christine Le Doaré
- 2012-2015 : Garance Mathias et Jean-Charles Colin
- 2015-2017 : Flora Bolter et Jean-Charles Colin
- 2017-2018 : Flora Bolter et James Leperlier (jusqu'en juin 2018)
- 2018-2019 : Hervé Latapie[5]
- 2019-2020 : Marame Kane et Hervé Latapie
- 2020-2021 : Marame Kane
- 2023 : Yohan Blazy et Romain Morin
- 2024 : Thibault D.

## Bibliothèque Jean-Le-Bitoux

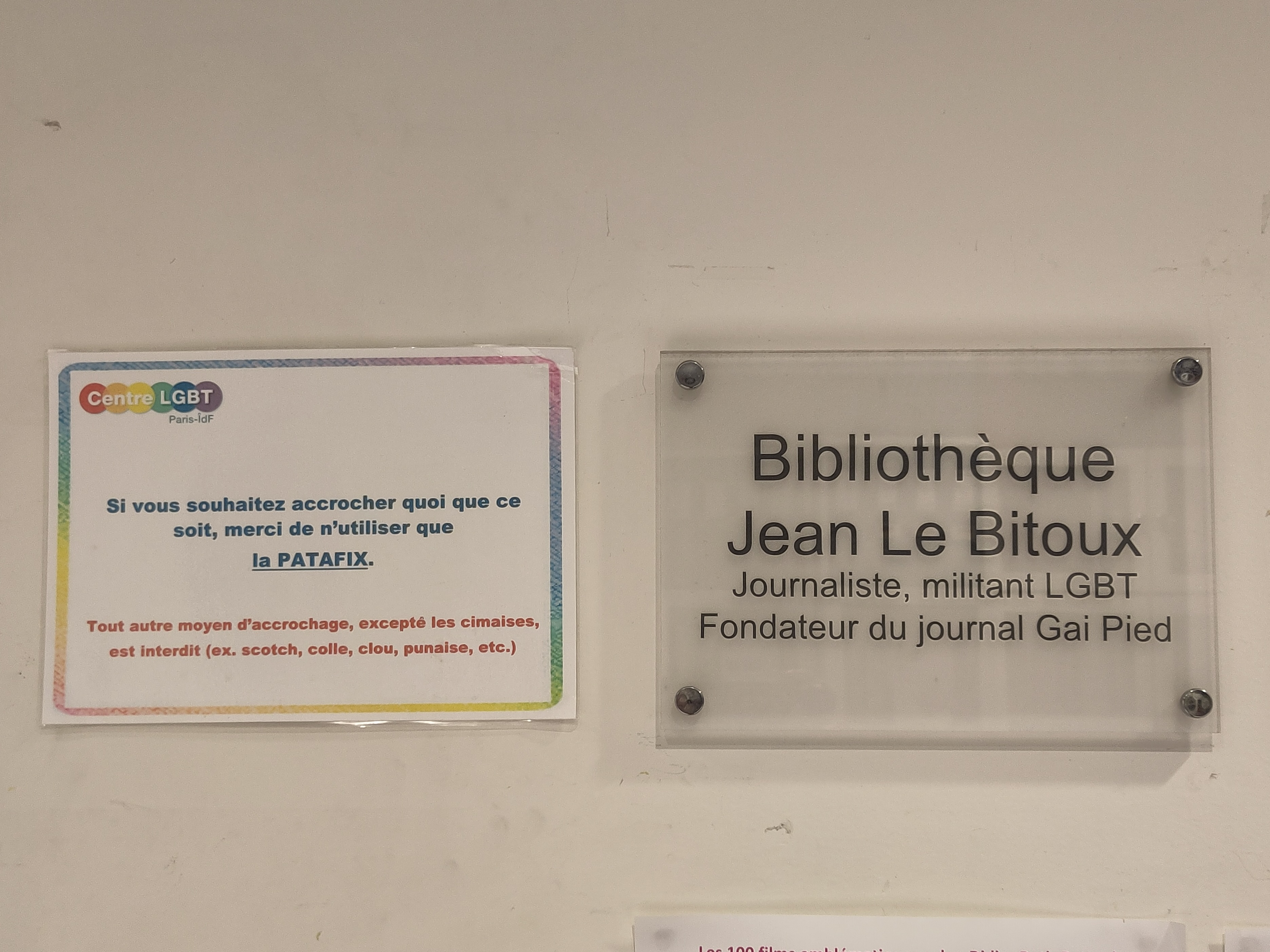
Plaque dans la bibliothèque.

Au premier étage du Centre LGBT Paris-ÎDF, la bibliothèque Jean-Le-Bitoux rassemble et met gratuitement à disposition (consultation et prêt) un fonds de près de 10 000 documents relatifs à l’homosexualité, la bisexualité et la transidentité ainsi que des œuvres de fiction à thématiques ou d’auteurs LGBT.
Le fonds documentaire a dû être trié afin d'alléger la quantité de références, privilégiant les œuvres rares, les études, les essais, les livres de références artistiques et les bandes dessinées aux romans trouvables en bibliothèques généralistes.

## Salle Genevièvre Pastre

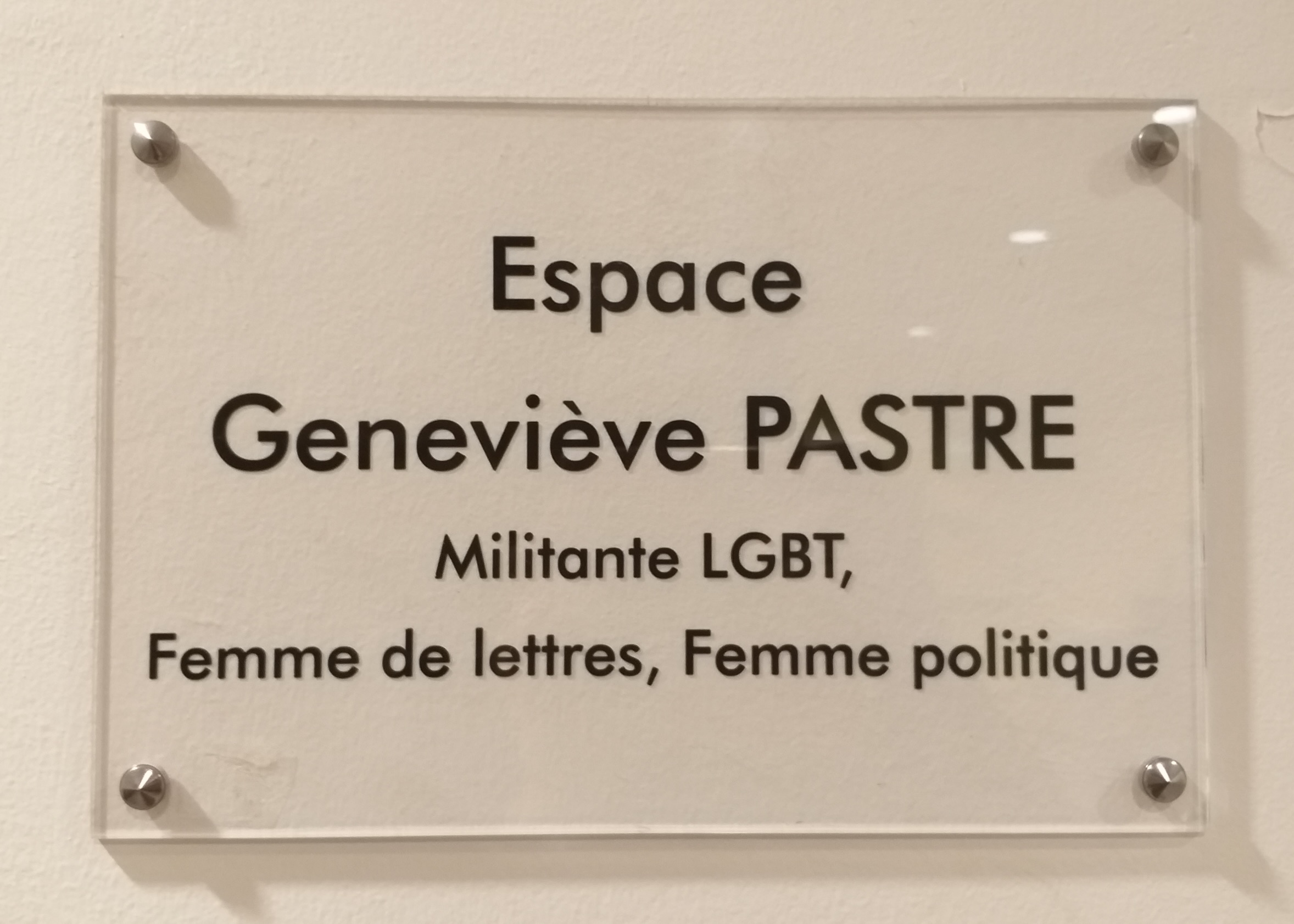
Plaque de la salle.

La grande salle d'activité, au sous sol, est nommée en hommage à Geneviève Pastre.